# Tenis na Letních olympijských hrách 2016 – smíšená čtyřhra
Smíšená čtyřhra na Letních olympijských hrách 2016 probíhala v areálu riodejaneirského Olympijského tenisového centra, ležícího v Parku Barra. Soutěž se konäla v období od 10. do 14. srpna 2016 na deseti otevřených dvorcích s tvrdým povrchem GreenSet Grand Prix Cushion. Šest dalších kurtů bylo určeno pro trénink.
Turnaj pořádaly Mezinárodní tenisová federace a Mezinárodní olympijský výbor. Do soutěže nastoupilo 16 dvojic. Utkání byla hrána na dva vítězné sety, včetně zápasů o olympijské medaile. Tiebreak rozhodoval úvodní dvě sady za stavu her 6–6 vyjma rozhodujícího setu, v němž byl uplatněn tzv. supertiebreak. Pár vyhrál při dosažení 10 bodů za podmínky náskoku alespoň dvou míčů.
Obhájcem zlaté medaile z londýnských Her XXX. olympiády byl běloruský pár Viktoria Azarenková a Max Mirnyj, kteří v soutěži nestartovali. Azarenková v polovině července 2016 přerušila profesionální kariéru pro těhotenství.
Olympijskými vítězi se stali nenasazení Bethanie Matteková-Sandsová s Jackem Sockem, kteří v ryze americkém finále zdolali dvojici startující na divokou kartu, Venus Williamsová a Rajeev Ram. Po rovnocenném rozdělení úvodních dvou sad 6–7 a 6–1, rozhodl o šampionech až supertiebreak poměrem míčů [10–7]. Williamsová se pátou olympijskou medailí stala druhým tenistou historie, k danému datu, s rekordním počtem medailí, jenž sdílela s Britkou Kathleen McKaneovou Godfreeovou. Ta na olympijských hrách startovala ve dvacátých letech 20. století.
Bronzový kov připadl českému páru Lucie Hradecká a Radek Štěpánek, kteří do soutěže nastoupili po obdržení divoké karty. V rozhodujícím zápase vyhráli nad reprezentanty indického tenisu, deblovou světovou jedničkou Sanií Mirzaovou a Rohanem Bopannou.

## Harmonogram
Smíšená čtyřhra probíhala od čtvrtka 11. srpna do neděle 14. srpna 2016.
| Datum           | 10. srpna        | 11. srpna | 12. srpna   | 13. srpna  | 14. srpna | 14. srpna |
| Zahájení        | —                | 12:00     | 12:00       | 12:00      | 12:00     | 12:00     |
| --------------- | ---------------- | --------- | ----------- | ---------- | --------- | --------- |
| Smíšená čtyřhra | nehráno pro déšť | 1. kolo   | čtvrtfinále | semifinále | o bronz   | o zlato   |

## Významné zápasy
V úvodním kole skončily tři nejvýše nasazené páry. Francouzské turnajové jedničky Caroline Garciaová s Nicolasem Mahutem prohrály s brazilskou dvojicí, startující na divokou kartu, Telianou Pereirovou a Marcelem Melem. Druhý nasazený francouzský pár Kristina Mladenovicová a Pierre-Hugues Herbert nestačil na Italy Robertu Vinciovou s Fabiem Fogninim.
Španělské olympijské trojky, Garbiñe Muguruzaová a Rafael Nadal, pak ze smíšené soutěže odstoupily ve čtvrtek 11. srpna 2016 před vstupem do turnaje. Mix měl být rozehrán již ve středu, kdy ale tenisty na dvorce nepustil vytrvalý déšť a silný vítr. Odložený program pak ve čtvrtek pro Nadala znamenal třízápasový plán. Španěl po výhrách v singlu i mužském deblu, kde zůstával v konečné fázi turnaje, nechtěl podle deníku The Washington Post riskovat možnou únavu a hodlal se soustředit pouze na již probíhající soutěže. Roli sehrál i jeho dlouhodobý herní výpadek od French Open 2016, pro vleklé zranění zápěstí. Bývalá světová jednička se rozhodla olympiády definitivně zúčastnit až na místě poté, co zápěstí v dlouhých trénincích nebolelo.

## Soutěž smíšené čtyřhry

### Nasazení párů
1. Caroline Garciaová (FRA) /  Nicolas Mahut (FRA) (1. kolo)
2. Kristina Mladenovicová (FRA) /  Pierre-Hugues Herbert (FRA) (1. kolo)
3. Garbiñe Muguruzaová (ESP) /  Rafael Nadal (ESP) (odstoupili)
4. Sania Mirzaová (IND) /  Rohan Bopanna (IND) (semifinále, 4. místo)

### Pavouk
| Legenda                                                                    |                                                |                           |
| - IP – pozvání ITF - INV – pozvání Tripartitní komise - d – diskvalifikace | - Alt – náhradník - r – skreč - w/o – bez boje | - PR – žebříčková ochrana |

| První kolo | První kolo                              | První kolo | První kolo | První kolo |  |    | Čtvrtfinále                         | Čtvrtfinále                         | Čtvrtfinále | Čtvrtfinále | Čtvrtfinále |  |  | Semifinále | Semifinále                          | Semifinále | Semifinále | Semifinále |  |                           | Finále o zlatou medaili             | Finále o zlatou medaili             | Finále o zlatou medaili   | Finále o zlatou medaili   | Finále o zlatou medaili |
|            |                                         |            |            |            |  |    |                                     |                                     |             |             |             |  |  |            |                                     |            |            |            |  |                           |                                     |                                     |                           |                           |                         |
| 1          | C Garcia (FRA) · N Mahut (FRA)          | 64         | 61         |            |  |    |                                     |                                     |             |             |             |  |  |            |                                     |            |            |            |  |                           |                                     |                                     |                           |                           |                         |
| IP         | T Pereira (BRA) · M Melo (BRA)          | 7          | 7          |            |  |    | IP                                  | T Pereira (BRA) · M Melo (BRA)      | 4           | 4           |             |  |  |            |                                     |            |            |            |  |                           |                                     |                                     |                           |                           |                         |
|            | B Mattek-Sands (USA) · J Sock (USA)     | 6          | 6          |            |  |    | B Mattek-Sands (USA) · J Sock (USA) | 6                                   | 6           |             |             |  |  |            |                                     |            |            |            |  |                           |                                     |                                     |                           |                           |                         |
|            | J Konta (GBR) · J Murray (GBR)          | 4          | 3          |            |  |    |                                     |                                     |             |             |             |  |  |            | B Mattek-Sands (USA) · J Sock (USA) | 6          | 7          |            |  |                           |                                     |                                     |                           |                           |                         |
| 3          | G Muguruza (ESP) · R Nadal (ESP)        |            |            |            |  |    |                                     |                                     |             |             |             |  |  | IP         | L Hradecká (CZE) · R Štěpánek (CZE) | 4          | 63         |            |  |                           |                                     |                                     |                           |                           |                         |
| IP         | L Hradecká (CZE) · R Štěpánek (CZE)     | w/o        |            |            |  |    | IP                                  | L Hradecká (CZE) · R Štěpánek (CZE) | 6           | 7           |             |  |  |            |                                     |            |            |            |  |                           |                                     |                                     |                           |                           |                         |
|            | A Radwańska (POL) · Ł Kubot (POL)       | 6          | 61         | [8]        |  |    | I-C Begu (ROU) · H Tecău (ROU)      | 4                                   | 5           |             |             |  |  |            |                                     |            |            |            |  |                           |                                     |                                     |                           |                           |                         |
|            | I-C Begu (ROU) · H Tecău (ROU)          | 4          | 7          | [10]       |  |    |                                     |                                     |             |             |             |  |  |            |                                     |            |            |            |  |                           |                                     | B Mattek-Sands (USA) · J Sock (USA) | 63                        | 6                         | [10]                    |
| Alt        | H Watson (GBR) · A Murray (GBR)         | 6          | 6          |            |  |    |                                     |                                     |             |             |             |  |  |            |                                     |            |            |            |  |                           | IP                                  | V Williams (USA) · R Ram (USA)      | 7                         | 1                         | [7]                     |
|            | C Suárez Navarro (ESP) · D Ferrer (ESP) | 3          | 3          |            |  |    | Alt                                 | H Watson (GBR) · A Murray (GBR)     | 4           | 4           |             |  |  |            |                                     |            |            |            |  |                           |                                     |                                     |                           |                           |                         |
|            | S Stosur (AUS) · J Peers (AUS)          | 5          | 4          |            |  | 4  | S Mirza (IND) · R Bopanna (IND)     | 6                                   | 6           |             |             |  |  |            |                                     |            |            |            |  |                           |                                     |                                     |                           |                           |                         |
| 4          | S Mirza (IND) · R Bopanna (IND)         | 7          | 6          |            |  |    |                                     |                                     |             |             |             |  |  | 4          | S Mirza (IND) · R Bopanna (IND)     | 6          | 2          | [3]        |  |                           |                                     |                                     |                           |                           |                         |
|            | K Bertens (NED) · J-J Rojer (NED)       | 7          | 63         | [8]        |  |    |                                     |                                     |             |             |             |  |  | IP         | V Williams (USA) · R Ram (USA)      | 2          | 6          | [10]       |  |                           |                                     |                                     |                           |                           |                         |
| IP         | V Williams (USA) · R Ram (USA)          | 64         | 7          | [10]       |  |    | IP                                  | V Williams (USA) · R Ram (USA)      | 6           | 7           |             |  |  |            |                                     |            |            |            |  | Zápas o bronzovou medaili | Zápas o bronzovou medaili           | Zápas o bronzovou medaili           | Zápas o bronzovou medaili | Zápas o bronzovou medaili |                         |
| IP         | R Vinci (ITA) · F Fognini (ITA)         | 6          | 3          | [10]       |  | IP | R Vinci (ITA) · F Fognini (ITA)     | 3                                   | 5           |             |             |  |  |            |                                     |            |            |            |  | IP                        | L Hradecká (CZE) · R Štěpánek (CZE) | 6                                   | 7                         |                           |                         |
| 2          | K Mladenovic (FRA) · P-H Herbert (FRA)  | 4          | 6          | [8]        |  |    |                                     |                                     |             |             |             |  |  |            |                                     |            |            |            |  |                           | 4                                   | S Mirza (IND) · R Bopanna (IND)     | 1                         | 5                         |                         |

## Kvalifikované páry
Národní olympijský výbor mohl vyslat maximálně dvě dvojice a v případě účasti každá z nich hrála v jiné polovině pavouka. Do mixu mohli nastoupit pouze tenisté, kteří již na olympijském turnaji v Riu de Janeiru hráli dvouhru a/nebo čtyřhru.
Dvanáct párů s nejnižším součtem v kombinovaném žebříčku, z pondělního vydání 6. června 2016, si zajistilo přímou účast. Čtyři zbylá místa přidělil Olympijský výbor ITF ve formě divokých karet. Přihlášení párů do soutěže skončilo 9. srpna 2016 v 11:00 hodin místního času.

### Seznam párů
| Seznam párů smíšené čtyřhry       | | | | | | | | |                                                         |
| Poř.                              | KŽ | Ženská deblistka                                                                                           | Ženská deblistka                                                                                           | Ženská deblistka                                                                                           | Mužský deblista                                                                                            | Mužský deblista                                                                                            | Mužský deblista                                                                                            | národní olympijský výbor                                                                                   |                                                         |
| Poř.                              | KŽ | dvouhra | čtyřhra | hráčka | dvouhra | čtyřhra | hráč | národní olympijský výbor                                                                                   |                                                         |
| Žebříček WTA a ATP                | | | | | | | | |                                                         |
| 1.                                | 4. | 38. | 3. | Caroline Garciaová                                                                                         | 49. | 1. | Nicolas Mahut                                                                                              | Francie |                                                         |
| 2.                                | 6. | 2. | 30. | Garbiñe Muguruzaová                                                                                        | 4. | 144. | Rafael Nadalf                                                                                              | Španělsko                                                                                                  |                                                         |
| 3.                                | 7. | 32. | 4. | Kristina Mladenovicová                                                                                     | 79. | 3. | Pierre-Hugues Herbertf                                                                                     | Francie |                                                         |
| 4.                                | 11 | – | 1. | Sania Mirzaová                                                                                             | – | 10. | Rohan Bopanna                                                                                              | Indie |                                                         |
| 5.                                | 20. | 18. | 146. | Johanna Kontaová                                                                                           | – | 2. | Jamie Murray                                                                                               | Velká Británie                                                                                             |                                                         |
| 6.                                | 25. | 3. | – | Agnieszka Radwańská                                                                                        | 595. | 22. | Łukasz Kubot                                                                                               | Polsko |                                                         |
| 7.                                | 26. | 14. | 161. | Samantha Stosurová                                                                                         | – | 12. | John Peers                                                                                                 | Austrálie                                                                                                  |                                                         |
| 8.                                | 29. | 15. | 15. | Carla Suárezová Navarrová                                                                                  | 14. | – | David Ferrer                                                                                               | Španělsko                                                                                                  |                                                         |
| 9.                                | 33. | 88. | 9. | Bethanie Matteková-Sandsováf                                                                               | 27. | 24. | Jack Sock                                                                                                  | Spojené státy americké                                                                                     |                                                         |
| 10.                               | 34. | 27. | 36. | Kiki Bertensová                                                                                            | – | 7. | Jean-Julien Rojer                                                                                          | Nizozemsko                                                                                                 |                                                         |
| 11.                               | 34 | 28. | 40. | Irina-Camelia Beguová                                                                                      | – | 6. | Horia Tecău                                                                                                | Rumunsko                                                                                                   |                                                         |
| a                                 | 37. | 37. | 26. | Monica Niculescuová                                                                                        | – | 11. | Florin Mergea                                                                                              | Rumunsko                                                                                                   |                                                         |
| Divoké karty ITF (ITF Invitation) | | | | | | | | |                                                         |
| 12.                               | 38. | 9. | 248. | Venus Williamsová                                                                                          | 72. | 29. | Rajeev Ramf                                                                                                | Spojené státy americké                                                                                     |                                                         |
| 13.                               | 41. | 7. | 82. | Roberta Vinciová                                                                                           | 34. | 60. | Fabio Fognini                                                                                              | Itálie |                                                         |
| 14.                               | 41. | 157. | 10. | Lucie Hradecká                                                                                             | 129. | 31. | Radek Štěpánek                                                                                             | Česko |                                                         |
| 15.                               | 100. | 92. | 660. | Teliana Pereirová                                                                                          | – | 8. | Marcelo Melo                                                                                               | Brazílie                                                                                                   |                                                         |
| Náhradníci                        | | | | | | | | |                                                         |
| 16.                               | 58. | 56. | 142. | Heather Watsonová                                                                                          | 2. | 142. | Andy Murray                                                                                                | Velká Británie                                                                                             |                                                         |
| Legenda                           | | | | | | | | |                                                         |
| a                                 | pár nestartoval pro zranění nebo z vlastního rozhodnutí                                                    | pár nestartoval pro zranění nebo z vlastního rozhodnutí                                                    | pár nestartoval pro zranění nebo z vlastního rozhodnutí                                                    | pár nestartoval pro zranění nebo z vlastního rozhodnutí                                                    | pár nestartoval pro zranění nebo z vlastního rozhodnutí                                                    | pár nestartoval pro zranění nebo z vlastního rozhodnutí                                                    | pár nestartoval pro zranění nebo z vlastního rozhodnutí                                                    | pár nestartoval pro zranění nebo z vlastního rozhodnutí                                                    | pár nestartoval pro zranění nebo z vlastního rozhodnutí |
| f                                 | hráč či hráčka obdrželi povolení startu od ITF i přes nesplnění kritérií účasti v Davis Cupu nebo Fed Cupu | hráč či hráčka obdrželi povolení startu od ITF i přes nesplnění kritérií účasti v Davis Cupu nebo Fed Cupu | hráč či hráčka obdrželi povolení startu od ITF i přes nesplnění kritérií účasti v Davis Cupu nebo Fed Cupu | hráč či hráčka obdrželi povolení startu od ITF i přes nesplnění kritérií účasti v Davis Cupu nebo Fed Cupu | hráč či hráčka obdrželi povolení startu od ITF i přes nesplnění kritérií účasti v Davis Cupu nebo Fed Cupu | hráč či hráčka obdrželi povolení startu od ITF i přes nesplnění kritérií účasti v Davis Cupu nebo Fed Cupu | hráč či hráčka obdrželi povolení startu od ITF i přes nesplnění kritérií účasti v Davis Cupu nebo Fed Cupu | hráč či hráčka obdrželi povolení startu od ITF i přes nesplnění kritérií účasti v Davis Cupu nebo Fed Cupu |                                                         |